# Parafia Przemienienia Pańskiego w Krakowie (Swoszowice)
Parafia Przemienienia Pańskiego w Krakowie – parafia rzymskokatolicka należąca do dekanatu Kraków-Borek Fałęcki archidiecezji krakowskiej w Wróblowicach przy ulicy Wincentego Bogdanowskiego.

## Historia parafii
Parafię we Wróblowicach erygowano 8 czerwca 1845 roku.
W latach 1875–1881, w miejscu, gdzie stała stara drewniana kaplica (z obrazem Przemienienia Pańskiego w ołtarzu głównym), z fundacji ks. proboszcza Macieja Wieczorka, z pomocą właściciela Wrząsowic, barona Henryka Konopki, wybudowano murowany kościół pw. Przemienienia Pańskiego we Wróblowicach.
7 sierpnia 1881, świątynię we Wróblowicach konsekrował bp Albin Dunajewski.

## Terytorium parafii
Miejscowości należące do parafii: Wrząsowice, Ochojno
Kurdwanów: Cechowa (część), Łężce, Miarowa, Myślenicka (część), Podgórki, Soboniowicka, Stepowa, Szarych Szeregów, Wyrwa, Wyżynna, Zdrojowa.
Wróblowice: Aleksandrowicza, Bochnaka, Bogdanowskiego, Chałubińskiego 79, 85, 87, 87a, 87b, 87c, 89, 89a, 110, Chrzanowskiego, Czuchnowskiego, Doroszewskiego, Dróżka, Familijna, Gilowa, Gościnna, Grzepskiego, Herbowa, ks. Kajzera, Kenara 18, 23, 24, 35, 39, Koźmiana, Krzyżańskiego, Kuryłowicza 2, Landaua, Łysogórska, Matematyków Krakowskich (część), Mirtowa, Niewodniczańskiego, Nowickiego, Parafialna, Syreńskiego, Wróblowicka.
Zbydniowice: Chrzanowskiego (część), Gołąba, Lei, Matematyków Krakowskich (część), Opiala, Szarskiego, Zbydniowicka.